# 菊地時音
菊地 時音（きくち しおん、1999年4月26日 - ）は、日本の俳優（元：子役）である。ジョビィキッズプロダクション所属。

## 略歴
2009年ごろからテレビドラマ、CMなどに出演。平日の朝のバラエティ番組である『おはスタ』には準レギュラーとして、第1部のわからないことはオトナに聞いてみよう!（東京銀座ほかでロケを行うコーナー）などに出演した。

## 出演

### テレビドラマ
- トミカヒーロー レスキューファイアー（2009年、テレビ東京）
- 任侠ヘルパー 第2話・第5話（2009年7月16日・8月6日、フジテレビ）

### 映画
- 裁判長!ここは懲役4年でどうすか（2010年）
- だいじょうぶ3組（2013年） - 根本拓人 役
- ソロモンの偽証 前篇・事件 / 後篇・裁判（2015年3月7日・4月11日、松竹） - 近藤太一 役

### バラエティ
- おはスタ（2009 - 2010年、テレビ東京）
- Disney Time（2010 - 2011年、テレビ東京）

### CM
- アリコジャパン
- 味の素 冷凍食品
- 毎日新聞 無保険の子 救済キャンペーン
- 日本マクドナルド ハッピーセット・ポケモンバトリオゼロ編